# Блокер, Дирк
Деннис Дирк Блокер (англ. Dennis Dirk Blocker; род. 31 июля 1957, Голливуд) — американский актёр и сын известного актёра, Дэна Блокера, известного по игре в сериале «Бонанза». Наиболее известен как исполнитель роли детектива Майкла Хичкока в ситкоме «Бруклин 9-9».

## Биография
Блокер появился на американском телевидении в 1974 году, выступив в одном эпизоде сериала «Доктор Маркус Уэлби», в возрасте 16 лет. В роли приглашенного гостяː «Скорая помощь», «Маленький домик в прериях», «Секретные материалы», «Беверли-Хиллз, 90210», «Крутой Уокер: Правосудие по-техасски», «Ночной суд», «Она написала убийство», «МЭШ», «Доктор Дуги Хаузер», «Мэтлок», «Квантовый скачок» и «Калифорнийский дорожный патруль».
Блокер имел первую роль в сериале «Baa Baa Black Sheep» (1976-1978), в качестве пилота Джерри Брагга.

## Фильмография
- «Полуночное безумие» (1980)
- «Поднять „Титаник“» (1980)
- «Граница» (1982)
- «Полтергейст» (1982)
- «Человек со звезды» (1984)
- «Умопомрачение» (1985)
- «Сделано в раю» (1987)
- «Князь тьмы» (1987)
- «Розовый кадиллак» (1989)
- «Сокращая класс» (1989)
- «Равноденствие» (1992)
- «Короткие истории» (1993)
- «Ночь пугала» (1995)
- «Безумный город» (1997)